# Caserna de la Guàrdia Civil (Figueres)
La Caserna de la Guàrdia Civil és un edifici a la ciutat de Figueres (Alt Empordà) que forma part de l'Inventari del Patrimoni Arquitectònic de Catalunya. Propietat de Joaquim Gironell el 1904 i el 1927 quan s'encarrega a Sebastià Pi i Pi, mestre d'obres de la Bisbal, a fer el projecte del tercer pis, per a reformar-lo. Va ser propietat del "Colegio de Huerfanos" de Madrid, i utilitzat per la Guàrdia Civil a manera de Caserna i habitatge dels allí destinats. El pati interior tenia oficines, economat i bar. La resta eren habitatges.
Edifici entre mitgeres. Planta baixa i tres pisos. La planta baixa presenta cinc portals. Actualment els dos de l'esquerra s'usen per a garatge, el central com a portal d'accés fins i tot per a cotxes -com antigament-; és peraltat i en arc de mig punt. Els dos portals de la dreta, l'un s'ha modificat com a finestra i l'altre per una petita porta. Aquests quatre estan emmarcats per arcs escarsers, amb dovelles de pedra. Una motllura la separa del primer pis que presenta 4 balcons recolzats damunt dels portals o arcs. Motllura de separació que dona al segon pis, igual que el tercer: cinc balcons emmarcats per canals. Cornisa i balustrada partida en cinc parts amb paret al mig.

## Història
1. 1 2  «Caserna de la Guàrdia Civil». Inventari del Patrimoni Arquitectònic de Catalunya.   Direcció General del Patrimoni Cultural de la Generalitat de Catalunya. [Consulta: 25 gener 2015].